# Tennistoernooi van Miami

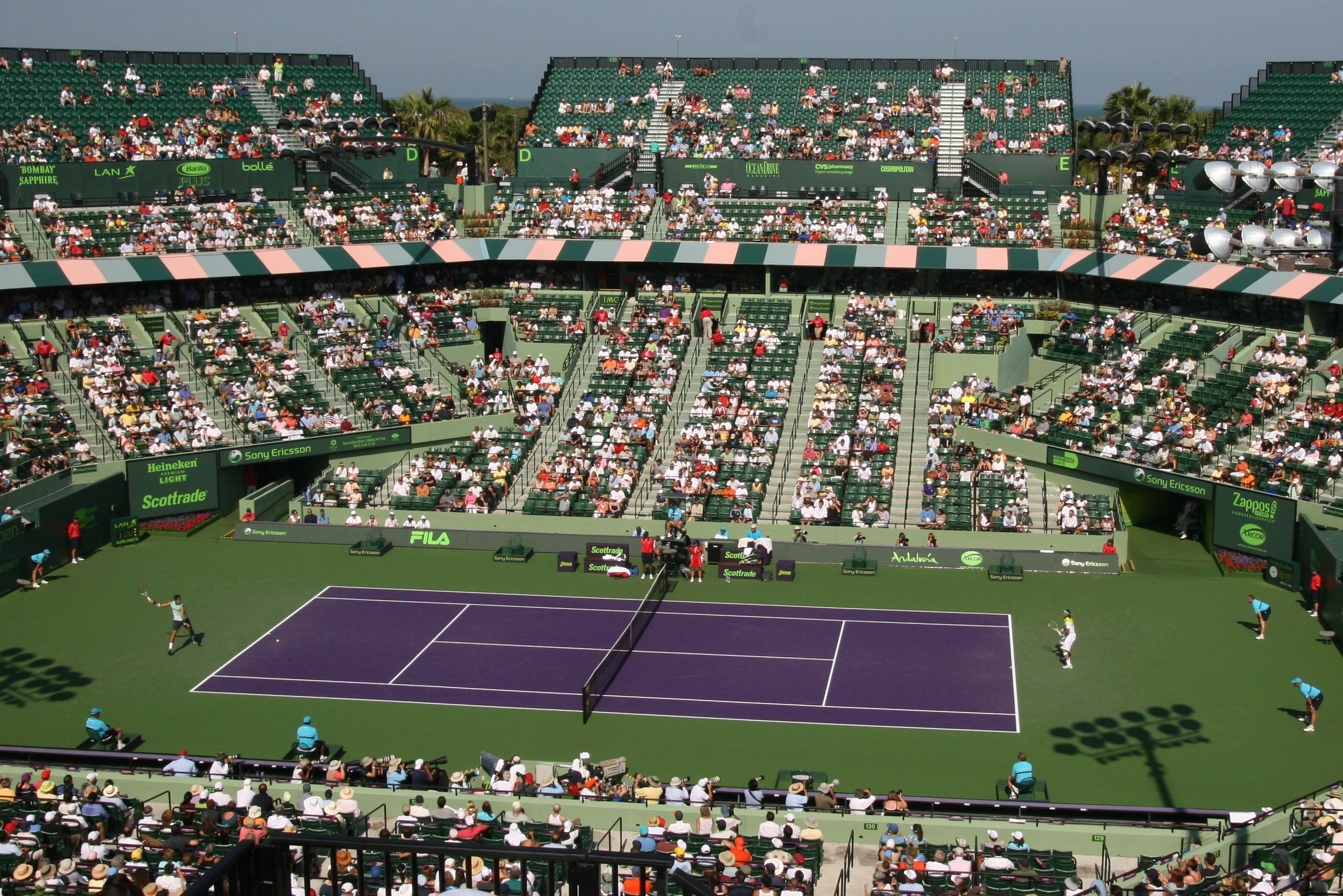
De hoofdbaan van het Crandon Park.

Het tennistoernooi van Miami is een jaarlijks terugkerend toernooi dat sinds 2019 wordt gespeeld op de hardcourt-banen van het Hard Rock Stadium in Miami Gardens. Het werd in 1985 als Lipton International Players Championships opgericht door Earl "Butch" Buchholz. De officiële naam van het toernooi werd later Miami Open. Van 1987 tot en met 2018 ontrolde het toernooi zich op de accommodatie van het Crandon Park in Key Biscayne, 12 km van Miami.
Het toernooi bestaat uit twee delen:
- WTA-toernooi van Miami, het toernooi voor de vrouwen
- ATP-toernooi van Miami, het toernooi voor de mannen

ATP-toernooi van Miami‎ – WTA-toernooi van Miami‎

1985 · 1986 · 1987 · 1988 · 1989 · 1990 · 1991 · 1992 · 1993 · 1994 · 1995 · 1996 · 1997 · 1998 · 1999 · 2000 · 2001 · 2002 · 2003 · 2004 · 2005 · 2006 · 2007 · 2008 · 2009 · 2010 · 2011 · 2012 · 2013 · 2014 · 2015 · 2016 · 2017 · 2018 · 2019 · 2020 · 2021 · 2022 · 2023 · 2024 · 2025